# Aleksandra Aleksandrovna Taneeva
Aleksandra Aleksandrovna Taneeva, in russo Александра Александровна Танеева? (1888 – 1968), è stata una nobildonna russa.

## Biografia
Era la figlia più giovane di Aleksandr Sergeevič Taneev, e di sua moglie, Nadežda Illarionovna Tolstoeva. Era la sorella minore di Anna Taneeva, dama di compagnia della zarina. In famiglia la chiamavano "Sana".

## Matrimonio
Sposò Aleksandr Erikovič Pistolkors, un ex ufficiale delle guardie, famoso per la sua crudeltà nel reprimere la ribellione in seguito alla Rivoluzione russa del 1905. Ebbero tre figlie:
- Tat'jana (1910)
- Ol'ga (1912-2011)
- Aleksandra (1914)

La Granduchessa Tat'jana Nikolaevna era stata la madrina per la figlia Tat'jana.

## La vita dopo la rivoluzione
Allarmato dal peggioramento della situazione politica, Aleksandra e suo marito fuggirono a Helsinki. La famiglia von Pistolkors aveva dei possedimenti sul Baltico, tra cui un castello in Lettonia, dove vissero in seguito alla rivoluzione russa.
Sua sorella Anna, in seguito, emigrò in Finlandia, dove divenne una suora.